# Đại lộ đón gió
Đại lộ đón gió là album phòng thu thứ ba của ca sĩ Thảo Trang, được phát hành vào ngày 12 tháng 10 năm 2014 bởi Viết Tân. Album tập hợp 7 ca khúc là sáng tác của các nhạc sĩ Võ Thiện Thanh, Trần Đức Tiến, Trần Lê, Minh Thụy được ca sĩ đầu tư lựa chọn trong suốt quãng thời gian 3 năm kể từ album trước đó của mình The New Me (2010).
Trái với các sản phẩm khác mang tính điện tử, âm nhạc của Đại lộ đón gió đánh dấu sự trở lại của Thảo Trang với dòng nhạc alternative rock qua các nhạc cụ mộc pha trộn ít nhiều tính du ca. Để quảng bá album, ca sĩ cho phát hành 3 đĩa đơn "Tình xa thật xa", "Năm cánh hoa" và "Về thôi" cùng với việc thực hiện ngay sau đó những mini-show tại Hà Nội và thành phố Hồ Chí Minh.
Đại lộ đón gió là một sản phẩm thành công của Thảo Trang, giúp cô nhận được nhiều đánh giá tích cực từ người hâm mộ và giới chuyên môn. Album cũng giúp cô lần đầu tiên có tên tại đề cử Giải thưởng Cống hiến vào đầu năm 2015 ở hạng mục "Album của năm".

## Hoàn cảnh ra đời
Nếu như album đầu tay Lạ (2008) của Thảo Trang chủ yếu tập trung thế mạnh nhạc rock của cô sau chút tên tuổi từ chương trình Vietnam Idol còn album tiếp theo The New Me (2010) với sự hỗ trợ của Early Riser và ê-kíp của các nhạc sĩ Dương Khắc Linh, Dương Công Thành và Antoneus, lại là một sự thử nghiệm với các ca khúc soul và R&B hoàn toàn bằng tiếng Anh thì lần này album thứ 3 được cô đầu tư với những nét khác biệt hoàn toàn về nội dung cũng như quan điểm âm nhạc.
Những chuyển biến cuộc sống cũng được cô thể hiện phần nào trong cách biên tập album. Thành công trong sự nghiệp ca hát giúp cuộc sống của cô và gia đình không còn vất vả. Kể từ năm 2010, Thảo Trang có người bạn trai ngoại quốc – người góp phần giúp cô ổn định và ủng hộ cô theo đuổi phong cách âm nhạc của mình. Đại lộ đón gió từ đó mang những suy nghĩ trưởng thành hơn của cô về cuộc sống và tình yêu.
Với ý tưởng chủ đạo là tìm về nguồn cội, Thảo Trang quyết định sử dụng các nhạc cụ mộc để trình bày các ca khúc của Đại lộ đón gió. Được ca sĩ thừa nhận là làm theo cảm hứng, mỗi ca khúc được cô coi là một chuyến đi, một câu chuyện và cũng chính cô trực tiếp lựa chọn các ca khúc. Ca khúc nhan đề vốn là sáng tác của người bạn cũ Đức Tiến (từng là thí sinh Vietnam Idol) được anh giới thiệu vào năm 2011, song chính nó đã giúp Thảo Trang định hình nên "chất nhạc" cho album. Cô nói: 
"Du ca chính là chất nhạc mà tôi yêu thích, từ khi còn rất bé. Khi bắt đầu ca hát, tôi rất muốn thực hiện một album như thế này nhưng chưa tìm được những ca khúc ưng ý... Cơ hội đến cách đây 3 năm, khi tôi gặp lại Đức Tiến... Tôi hát thử và quyết định "xin" ca khúc này và tiếp tục tìm kiếm những ca khúc phù hợp để thực hiện album."
~ Thảo Trang
Bản thân Thảo Trang cho rằng mình không hề bị gò bó vào bất kể dòng nhạc nào, và việc hát theo phong cách dân gian đương đại này đã từng được cô thể hiện thành công từ lâu với ca khúc "Về ăn cơm" tại cuộc thi Vietnam Idol. Vậy nên cho dù cô bộc bạch đây không phải là hình ảnh mới mà chỉ là một góc nhìn khác về âm nhạc của mình, cô cũng thừa nhận album này có thể khiến khán giả "hơi sốc".
Ngoài ca khúc nhan đề, Đức Tiến còn đóng góp ca khúc chủ đề "Về thôi" để kết thúc album. Thảo Trang cũng sử dụng 2 ca khúc của nhạc sĩ Trần Lê, 2 sáng tác của nhạc sĩ Minh Thụy (ca khúc "Sợ" từng được ca sĩ Hòa Mi trước đó trình bày thành công) và ca khúc "Tình xa thật xa" của nhạc sĩ Võ Thiện Thanh. Việc thực hiện album được cô giữ bí mật trong thời gian dài và quá trình thu âm được hoàn tất vào đầu năm 2013. Đại lộ đón gió được chính các nhạc sĩ sáng tác hòa âm phối khí theo hơi hướng alternative rock, pop và dân gian đương đại phù hợp với chất giọng của Thảo Trang và nội dung của album.

### Tranh cãi bản quyền
Ngày 23 tháng 2 năm 2014, thí sinh Ngân Hà của chương trình Vietnam Idol trình bày ca khúc "Nơi ấy bình yên" của nhạc sĩ Minh Thụy trong đêm thi gala 3. Thảo Trang phản ứng gay gắt với chương trình khi cô tuyên bố đã mua bản quyền độc quyền với ca khúc này từ năm 2012, trong khi bản thân nhạc sĩ Minh Thụy thì không hề biết chương trình sử dụng ca khúc. Phía ban tổ chức của chương trình cho rằng mình làm đúng theo Luật sở hữu trí tuệ, tuy nhiên cũng chấp nhận nếu tồn tại ràng buộc giữa ca sĩ và nhạc sĩ, họ sẵn sàng trả chi phí nhuận bút.
Qua báo Thể thao & Văn hóa, Trung tâm Bảo vệ quyền tác giả âm nhạc Việt Nam đã thông tin về sự việc này. Theo Phó giám đốc Đinh Trung Cẩn, thực tế ca khúc được nhạc sĩ Minh Thụy đăng ký bản quyền tại chi nhánh trung tâm phía Nam, nhưng lại không ghi độc quyền cho ai, cùng với việc "Nơi ấy bình yên" từng được Thảo Trang trình diễn tại 2 chương trình truyền hình là Bài hát Việt và Bài hát yêu thích, vậy nên ban tổ chức chương trình Vietnam Idol đã thực hiện đúng luật. Mặt khác, ông cho rằng chính ca sĩ và nhạc sĩ lại không công bố sản phẩm độc quyền dẫn tới tranh cãi, vì thế họ mới là những người chưa làm đúng luật.

## Danh sách ca khúc
| STT | Nhan đề                   | Sáng tác       | Thời lượng |
| --- | ------------------------- | -------------- | ---------- |
| 1.  | "Đại lộ đón gió"          | Đức Tiến       | 3:55       |
| 2.  | "Biết ai có nhớ ai không" | Trần Lê        | 4:13       |
| 3.  | "Năm cánh hoa"            | Trần Lê        | 3:34       |
| 4.  | "Tình xa thật xa"         | Võ Thiện Thanh | 3:51       |
| 5.  | "Sợ"                      | Minh Thụy      | 4:05       |
| 6.  | "Nơi ấy bình yên"         | Minh Thụy      | 4:38       |
| 7.  | "Về thôi"                 | Đức Tiến       | 2:33       |

## Phát hành
Dù được thu âm xong từ đầu năm 2013, tuy nhiên quá trình hậu kỳ chỉnh âm cho album lại kéo dài khiến ban đầu, Thảo Trang dự định phát hành Đại lộ đón gió vào tháng 5 năm 2014. Vì nhiều lý do khác mà cuối cùng album chỉ được chính thức ra mắt vào ngày 12 tháng 10 năm 2014. Trước đó, ngay từ đầu tháng 9 năm 2013, cô đã cho ra mắt đĩa đơn "Tình xa thật xa" để giới thiệu album. Không đặt nặng doanh thu, cô cho rằng việc album được nhiều người thưởng thức mới là lợi nhuận lớn nhất mà mình có được. Viết Tân là nhà sản xuất và phát hành chính thức của album. Album được thiết kế phỏng theo hình một cuốn sổ ghi chép với gáy lò xo. Phần bìa đĩa được đồ họa bởi Việt Max với những hình ảnh vẽ con đường, dòng sông, làng quê.
Album cũng có mặt tại trang phân phối nhạc iTunes của Apple, ngoài ra còn được nghe miễn phí trên hệ thống của Deezer và Guvera. Để quảng bá album, Thảo Trang thực hiện một buổi diễn nhỏ ngày 24 tháng 10 tại Hà Nội, và sau đó một buổi diễn ngày 8 tháng 11 tại Thành phố Hồ Chí Minh. Ngoài ra, một đĩa đơn khác cũng được cô cho phát hành là "Năm cánh hoa" (nhạc phim Trúng số), ra mắt ngày 11 tháng 2 năm 2015. Đĩa đơn thứ 3 "Về thôi" được Thảo Trang thực hiện cùng Guvera và phát hành vào ngày 7 tháng 9 năm 2015.

## Trình diễn trực tiếp
Một số ca khúc đã được Thảo Trang trình diễn trực tiếp tại nhiều chương trình trước khi album được phát hành. Ví dụ như ca khúc "Nơi ấy bình yên" từng được cô thể hiện tại các chương trình Bài hát Việt năm 2011 và Bài hát yêu thích vào năm 2012. "Tình xa thật xa" cũng được cô trình diễn tại chương trình Nhịp cầu âm nhạc tháng 4 và Bài hát yêu thích tháng 11 năm 2013.
Hầu hết các ca khúc khác được cô trình bày sau khi album được ra mắt vào tháng 10 năm 2014. "Biết ai có nhớ ai không" được Thảo Trang trình diễn trên sân khấu Bài hát yêu thích tháng 11, còn ca khúc nhan đề "Đại lộ đón gió" cũng được cô hát tại chương trình Tôi tỏa sáng tháng 12 năm 2014. "Năm cánh hoa" cũng từng được cô hát tại chương trình Thay lời muốn nói vào tháng 12.
Đặc biệt, cuối tháng 6 năm 2015, Thảo Trang tham gia số đầu tiên của chương trình acoustic có tên Mộc trên kênh truyền hình YanTV mà tại đây, cô đã trình bày một số các ca khúc thành công của mình bằng các nhạc cụ mộc. Có tới 3 ca khúc của album Đại lộ đón gió cũng được cô thể hiện tại chương trình này là ca khúc nhan đề, "Tình xa thật xa" và "Về thôi".

## Đón nhận của công chúng
Đại lộ đón gió nhận được hầu hết những đánh giá tích cực và được coi là sản phẩm xuất sắc của làng nhạc nhẹ Việt Nam năm 2014. Tạp chí Doanh nhân Sài Gòn gọi album là "Gương mặt âm nhạc [của Thảo Trang] với bản phác thảo gần như chân thực nhất, không màu mè, cầu kỳ." Tạp chí cũng cho rằng với album này, ca sĩ đã cho thấy một giọng hát trải nghiệm với sự tự tin về phong cách cũng như tính trình diễn sân khấu và trên hết nhấn mạnh "sự tiệm cận giữa những sáng tạo mang tính truyền thống và các sáng tạo mang hơi thở thời đại" mà album đem tới cho người nghe. Báo Phụ nữ cũng khen ngợi sản phẩm mới của cô: "Sự phóng khoáng, tự do và ngẫu hứng mà cô mang đến khiến [nhạc sĩ Đức Tiến] phải thốt lên: "Ca khúc của tôi từ nay đã có chỗ nương náu!"... Nghe Thảo Trang hát trong album, cảm giác như chưa bao giờ cô thư thái, nhẹ nhõm, dịu dàng và cũng là chính cô đến thế."
Báo Tuổi trẻ dành hẳn một bài viết cụ thể về từng chi tiết của Đại lộ đón gió liên quan tới cuộc sống cũng như chặng đường sự nghiệp của Thảo Trang. Tờ báo rất lạc quan về sản phẩm lần này của cô: "Giờ đây, cái tên Thảo Trang đã có thể đứng độc lập trong một dòng riêng, không đình đám nhưng gần như là lựa chọn hàng đầu trong các club hiện đại." Trong bài viết, nhạc sĩ Võ Thiện Thanh cũng rất tin tưởng vào thành công của album: "Thảo Trang hát mãnh liệt, khát khao và tràn đầy sức sống. Nhưng... rất nhiều ca sĩ đã phải thỏa hiệp với thị hiếu, với chính mình tạm thời để tồn tại. Với Trang thì tôi hi vọng điều đó không xảy ra!" "Sự hồn nhiên hiếm thấy" trong nội dung album và cách thể hiện của Thảo Trang cũng là điều mà nhiều nguồn đánh giá khác nhau chú trọng.
Tháng 3 năm 2015, Đại lộ đón gió được có tên là một trong 5 đề cử hạng mục "Album của năm" của Giải thưởng âm nhạc Cống hiến. Dù không giành chiến thắng, Đại lộ đón gió vẫn có được sự quan tâm và yêu thích từ giới chuyên môn. Báo Công an nhân dân có những nhận xét về đề cử này: "Âm hưởng acoustic bao trùm album, mộc mạc rộn ràng, hồn nhiên với những giai điệu phảng phất chất dân gian... Những giai điệu yêu đời của một kẻ du ca là một cơn gió lạ giữa thị trường âm nhạc hiện nay." Báo Gia đình & Xã hội cho rằng đây là một đề cử bất ngờ, song cũng ca ngợi "chất lượng âm nhạc khá tốt". Đơn vị tổ chức – báo Thể thao & Văn hóa – đánh giá rất cao album khi cho rằng Thảo Trang "đã tạm cất đi những cồng kềnh của nhạc điện tử" và "mang một tinh thần sảng khoái lạ thường và tưởng như giọng hát ấy sẽ là của một người chỉ vừa đôi mươi". Tờ báo viết:
"Đại lộ đón gió mang không khí tươi vui với những bài hát gợi nhớ tới những sáng tác đầy hơi thở tuổi trẻ của Thanh Tùng hay Nguyễn Văn Hiên khi xưa. Tất cả đều dễ ngấm, dễ nghe, thuần khiết, hồn nhiên và dễ lan tỏa. Thảo Trang bảo rằng cô đi ngược số đông với những thanh âm thời thượng. Nhưng Trang quên rằng mình cũng đã từng là số đông ấy. Vì thế, album này là một hướng đi khác của Thảo Trang và có lẽ đó là một sự thay đổi hợp lý... Lắng nghe kỹ album này sẽ thấy, để có sự hồn nhiên ấy, Thảo Trang đã đánh đổi bằng thời gian và những giọt mồ hôi lao động. Cô đã trưởng thành hơn, trầm tĩnh hơn và nhận chân cuộc sống hơn. Tận cùng của âm nhạc vẫn là sự đơn giản. Trong sự đơn giản của Thảo Trang, là cả một sự tìm tòi nghiêm túc."